# Cauberg
 (décembre 2024).
Si vous disposez d'ouvrages ou d'articles de référence ou si vous connaissez des sites web de qualité traitant du thème abordé ici, merci de compléter l'article en donnant les références utiles à sa vérifiabilité et en les liant à la section « Notes et références ».
Le Cauberg est une colline de Fauquemont dans la province de Limbourg aux Pays-Bas. Cauberg est surtout connue des cyclistes.

## Étymologie
Le nom « Cauberg » viendrait  du mot celtique « kadeir », voulant dire « hauteur » ou « colline ». Il pourrait également venir de la famille Van Caldenborgh de Berg, qui a possédé le Cauberg. Jusque dans les années 1980, le nom pouvait s'écrire « Couberg », c'est au milieu de cette décennie que le « au » a été officialisé.

## Histoire
Le Cauberg a été pavé en 1934 et goudronné en 1969. Le 29 septembre 1954 un accident grave s'est passé au Cauberg avec un autobus belge avec des mineurs et leurs familles, provenant des communes de Grâce-Berleur et Saint-Nicolas dans la région liégeoise, qui ont eu un jour de congé dans le zoo de Fauquemont. Lorsque les freins ont lâché, le conducteur a perdu le contrôle du véhicule. Le bus a éperonné un monument en pierre de marne au pied de la colline, et s'est immobilisé contre la façade d'un hôtel. Le bus était complètement détruit et 18 passagers et un passant ont été tués,.

## Sites
Au pied du Cauberg se trouve l'entrée de la Grotte communale (Gemeentegrot), une mine de marne qui offre des tours guidés.
Plus haut se trouve une copie de la grotte de Massabielle de Lourdes avec une chapelle en plein air. Il se trouve également un monument aux morts limbourgeois de la Seconde Guerre mondiale à l'endroit où deux jeunes résistants ont été fusillés.
Le cimetière Cauberg est disposé en terrasses et a, fait rare aux Pays-Bas, du fait de l'emplacement à flanc de colline, des tombes superposées. Une des tombes néogothique était construit par l'architecte néerlandais Pierre Cuypers.
Au sommet du Cauberg se trouve le centre de cures thermales Thermae 2000, un établissement de Holland Casino dans le Kuurpark et un village de vacances de Landal Greenparks.

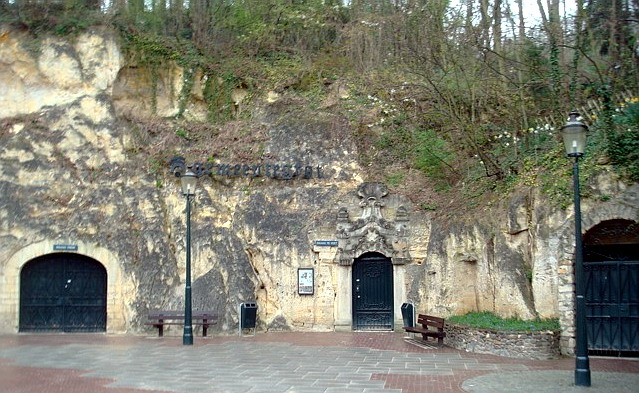
L'entrée de la grotte communale (Gemeentegrot)
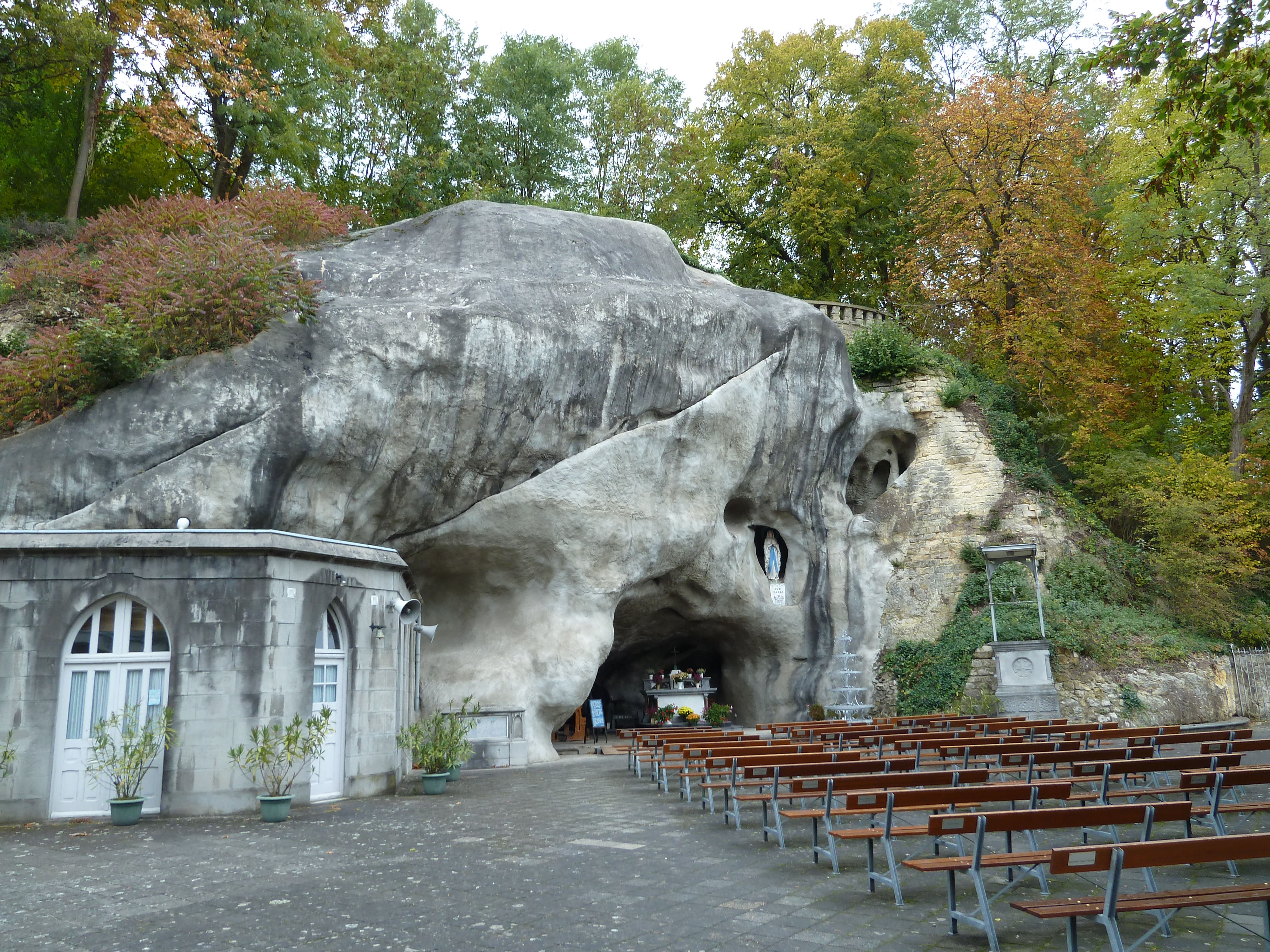
Grotte de Lourdes
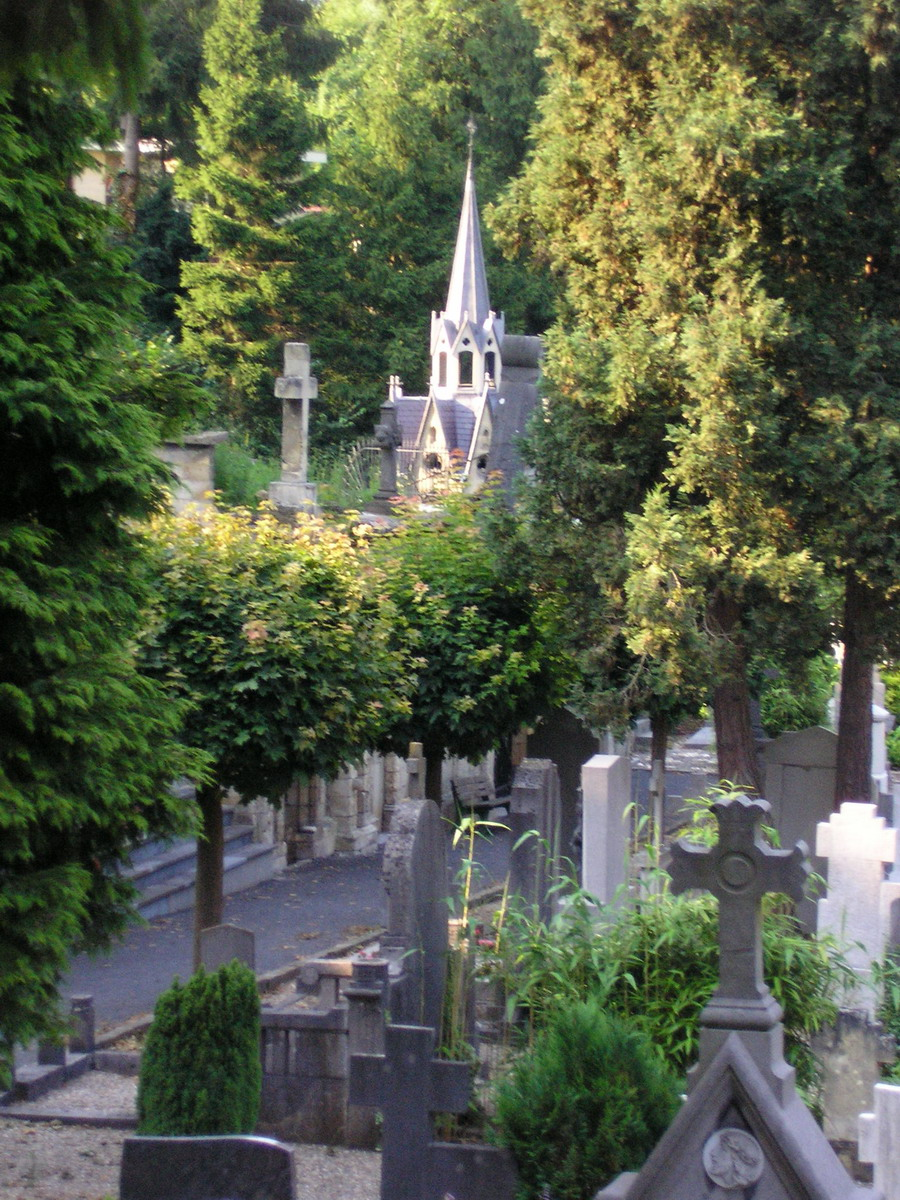
Cimetière Cauberg
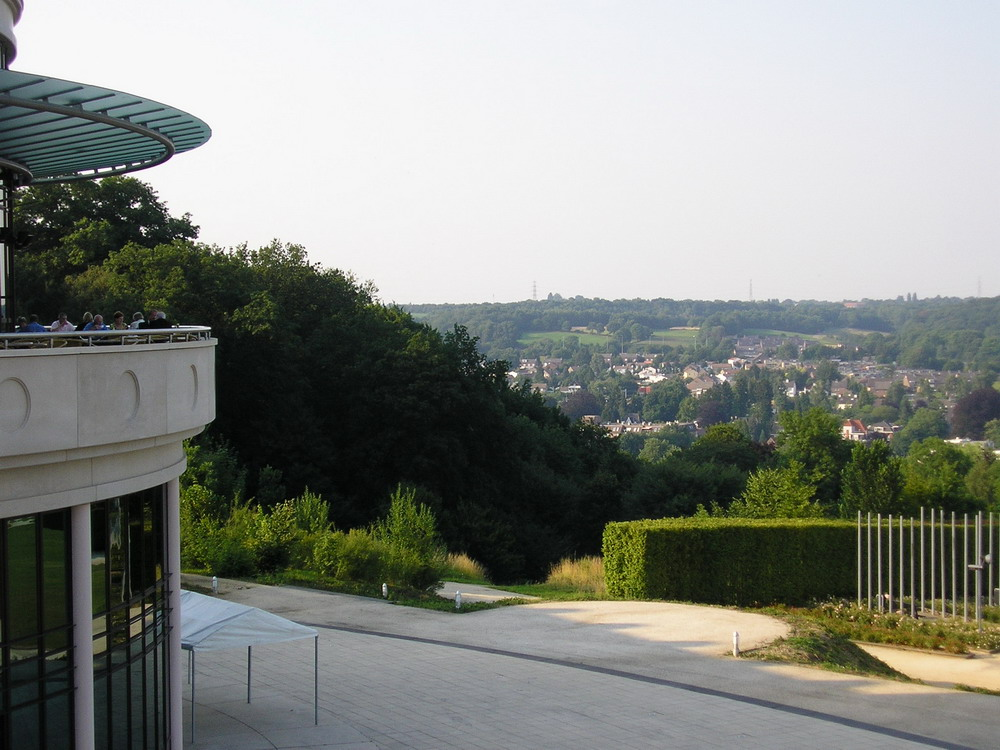
Vue depuis Holland Casino

## Cyclisme

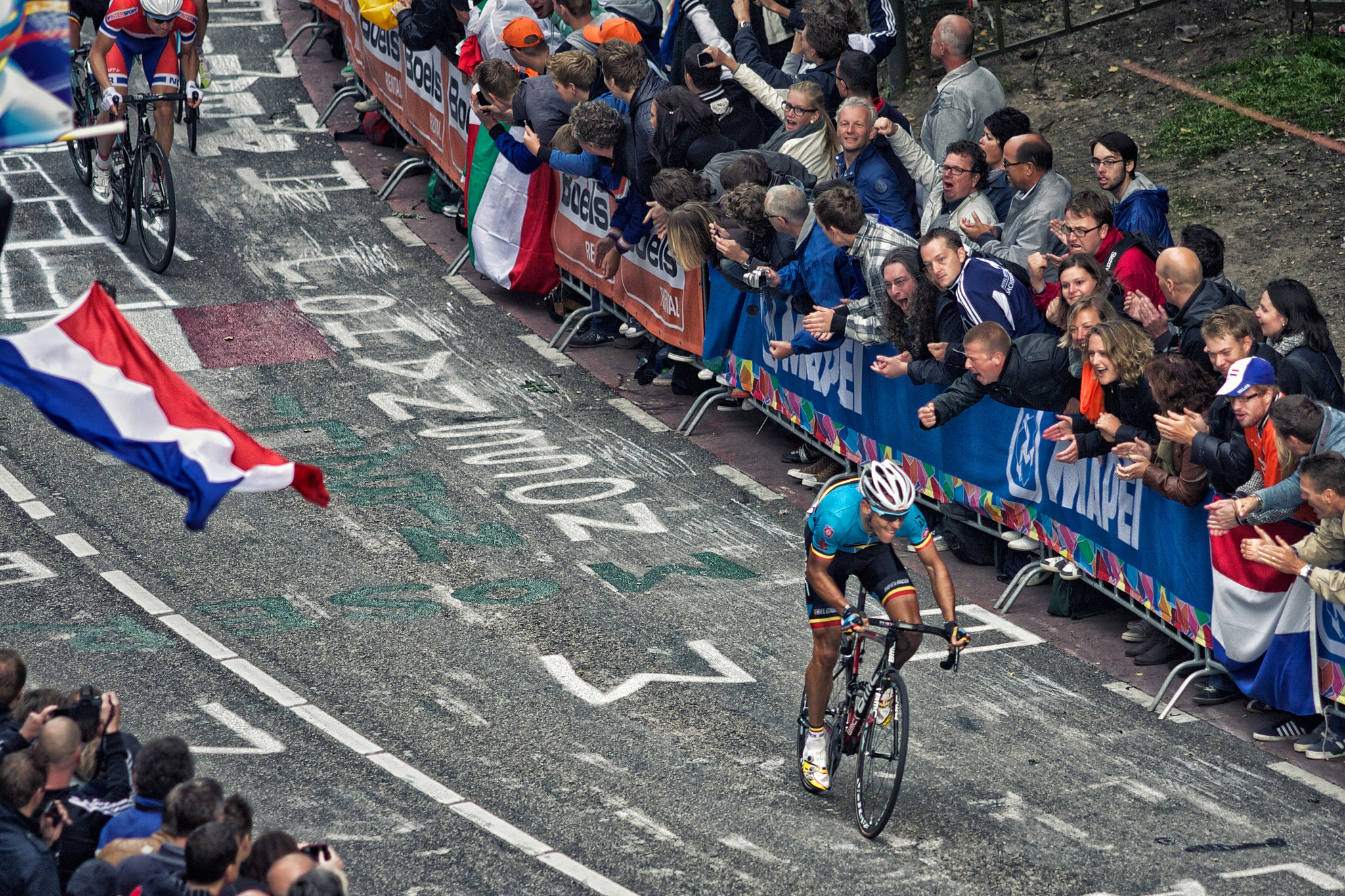
Philippe Gilbert au Cauberg, Championnats du monde de cyclisme 2012

### Caractéristiques
La pente et la longueur du Cauberg sont sujettes à interprétation. Les estimations varient de 800 à 1 500 mètres de long, 5 à 8 % de pente moyenne et 10 à 12 % de pente maximale. Selon les relevés de Daniel Gobert et Jean-Pierre Legros (auteurs de l'encyclopédie  Les 1000 Côtes Cotacol de Belgique), la côte est longue de 1 450 mètres et a une pente moyenne de 5 % et maximale de 12 %. L'altitude au sommet de 141 m et 70 m à la base, à Fauquemont, soit une dénivellation de 71 m.

### Compétitions
Sa côte est et a été sur le parcours de différentes compétitions, en particulier elle juge l'arrivée de l'Amstel Gold Race depuis 2003, elle est souvent gravie plusieurs fois au cours de cette compétition. Depuis l'édition 2013, elle se situe quelques hectomètres avant l'arrivée. Depuis 2017, le Cauberg n'est plus au programme de la dernière boucle, avant d'y faire son retour en 2025. Le Cauberg est également au programme de la course féminine, organisée entre 2001 et 2003 et depuis 2017. Le parcours du circuit final est identique à celui de la boucle finale des hommes entre 2013 et 2016.
En 1938, 1948, 1979, 1998 et 2012, le Cauberg est sur le parcours des championnats du monde de cyclisme sur route.
L'ascension du Cauberg a été à plusieurs reprises au programme des Grands Tours. Sur le Tour de France, la montée a été gravie le 11 juillet 1992 lors de la 7e étape et le 4 juillet 2006, à l'arrivée de la 3e étape. Le Cauberg a ensuite été franchi à deux reprises lors de la 4e étape du Tour d'Espagne 2009. Lars Boom est passé en tête à chaque fois, puis André Greipel s'est imposé au sprint à Liège. Le peloton féminin passe au sommet du Cauberg au début de la 4e étape du Tour de France Femmes 2024, qui arrive une nouvelle fois à Liège. C'est Silvia Persico qui passe en tête, avant une victoire d'étape de Puck Pieterse.
Depuis 2011, le Cauberg accueille le Cauberg Cyclo-Cross, une manche de la Coupe du monde de  cyclo-cross.